# حلوان (ترکیه)
حلوان (به ترکی استانبولی: Hilvan) شهری است در کشور ترکیه که در استان شانلی‌اورفه واقع شده‌است. جمعیت این شهر بر اساس سرشماری سال ۲۰۰۸ میلادی ۲۱٬۰۰۹ نفر و بر اساس برآوردهای سال ۲۰۰۹ میلادی ۱۹٬۸۳۷ نفر می‌باشد.